# Rosendale (Nowy Jork)
Rosendale – miasto w Stanach Zjednoczonych, w stanie Nowy Jork, w hrabstwie Ulster.